# Mamadou Loum
Mamadou Loum N'Diaye (* 30. Dezember 1996 in Dakar) ist ein senegalesischer Fußballspieler.

## Karriere

### Verein
Loums erste Station im Seniorenbereich war die in der senegalesischen Hauptstadt ansässige US Ouakam.
Im Sommer 2015 wechselte er nach Portugal. Dort spielte er in der Segunda Liga für die zweite Mannschaft von Sporting Braga. 2018 wurde Loum an den Moreirense FC ausgeliehen. Im Januar 2019 wurde Loum für den Rest der Saison an den FC Porto weiterverliehen, der ihn am Ende der Saison fest verpflichtete. Mit sechs Einsätzen trug er zum Gewinn der portugiesischen Meisterschaft 2020 bei. Im Finale um den portugiesischen Pokal 2020 gegen Benfica Lissabon wurde er in der 88. Spielminute beim Stand von 2:1 für Porto für Mateus Uribe eingewechselt und half mit, das Double perfekt zu machen.
Zur Saison 2021/22 wurde Loum, der bei Porto nur wenig Spielpraxis bekam, an den spanischen Klub Deportivo Alavés ausgeliehen. Am 30. Juli 2022 wechselte er, ebenfalls auf Leihbasis, für eine Saison zum FC Reading in die EFL Championship. Im Sommer 2023 folgte die Leihe nach Saudi-Arabien zu al-Raed.
Im Sommer 2024 wechselte Loum zum FC Arouca.

### Nationalmannschaft
Loum nahm mit dem Senegal an der U-20-Fußball-Afrikameisterschaft 2015 und an der U-20-Fußball-Weltmeisterschaft 2015 teil.
Sein Debüt für die A-Nationalmannschaft gab er am 26. März 2019 in einem Freundschaftsspiel gegen Mali, bei dem er über die komplette Spielzeit eingesetzt wurde. Nach der erfolgreichen Qualifikation für den Afrika-Cup 2022 wurde Loum in den senegalesischen Kader berufen. Seinen einzigen Einsatz während des Turniers hatte er beim torlosen Unentschieden gegen Guinea im letzten Gruppenspiel. Der Senegal gewann den Afrika-Cup nach Elfmeterschießen gegen Ägypten.
Anlässlich der Fußball-Weltmeisterschaft 2022 in Katar nominierte ihn Nationaltrainer Aliou Cissé für das senegalesische Aufgebot.

## Erfolge
- Portugiesischer Meister: 2020
- Portugiesischer Pokalsieger: 2020
- Afrikameister: 2022